# II (Celeste)
II è un album dei Celeste, pubblicato dalla M.M. Records Productions nel 1991.

## Tracce
Brani composti da Ciro Perrino, Leonardo Lagorio e Mariano Schiavolini
Lato A
1. Un mazzo di ortiche – 13:11
2. Setteottavi – 10:06

Durata totale: 23:17
Lato B
1. All'ombra di un fungo – 8:20
2. La danza del mare – 14:40

Durata totale: 23:00
Edizione CD dal titolo Second Plus, pubblicato nel 1993 dalla Mellow Records (MMP 154)
1. Il giardino armonico – 2:32 (Ciro Perrino)
2. Bassa marea – 5:00 (Ciro Perrino)
3. Un mazzo di ortiche – 13:09 (Ciro Perrino, Leonardo Lagorio, Mariano Schiavolini)
4. Setteottavi – 10:06 (Ciro Perrino, Leonardo Lagorio, Mariano Schiavolini)
5. All'ombra di un fungo – 8:19 (Ciro Perrino, Leonardo Lagorio, Mariano Schiavolini)
6. La danza del mare - Parte I/II – 14:38 (Ciro Perrino, Leonardo Lagorio, Mariano Schiavolini)
7. Slancio dell'immaginazione – 2:52 (Ciro Perrino)
8. Un'anima nell'universo – 2:18 (Ciro Perrino)
9. Nodissea – 3:18 (Ciro Perrino, Leonardo Lagorio, Mariano Schiavolini)
10. Ala del pensiero – 3:02 (Ciro Perrino)
11. Lontano profondo – 3:48 (Ciro Perrino)
12. Il giardino armonico - Ripresa – 2:16 (Ciro Perrino)

Durata totale: 71:18

## Musicisti
II
- Mariano Schiavolini - chitarra elettrica, chitarra acustica, cori, sintetizzatore (eminent)
- Ciro Perrino - sintetizzatore (eminent e arp odyssey), voce solista, cori, marimba, flauto, percussioni
- Leonardo Lagorio - sassofono soprano, sassofono tenore, sassofono contralto, flauto, pianoforte elettrico
- Giorgio Battaglia - basso, cori, xilofono
- Francesco ''Bat'' Di Masi - batteria

Second Plus
- Mariano Schiavolini - chitarra, tastiere
- Ciro Perrino - mellotron, flauto, batteria, percussioni, voce
- Leonardo Lagorio - sassofono, flauto, tastiere
- Giorgio Battaglia - basso
- Francesco Bat Di Masi - batteria

Note aggiuntive
- Ciro Perrino - produttore
- Mauro Moroni - produttore